# Wywrotnica wagonowa

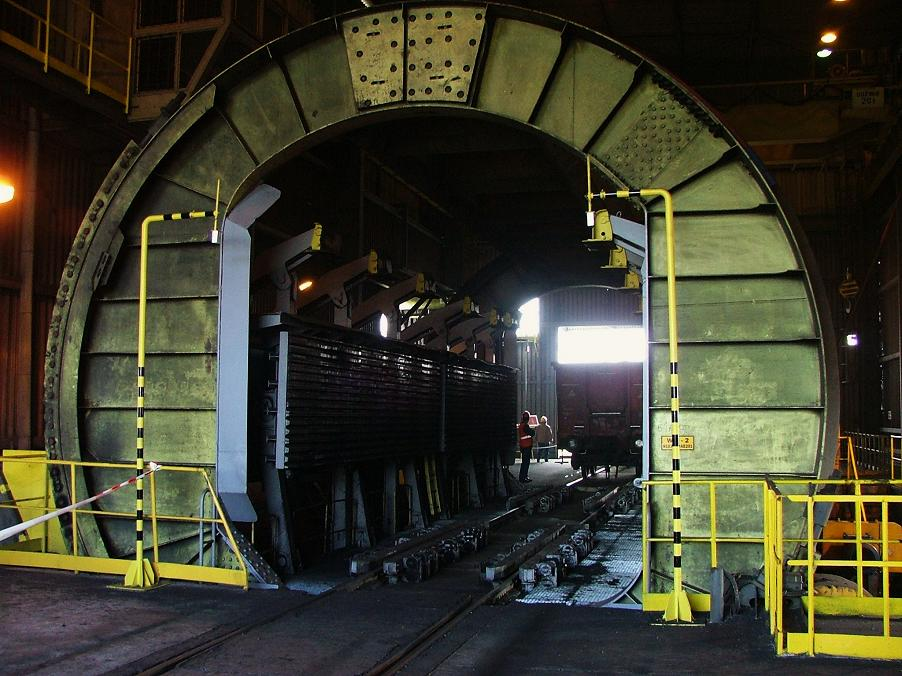
Wywrotnica wagonowa (bębnowa, boczna) w Elektrociepłowni Kraków

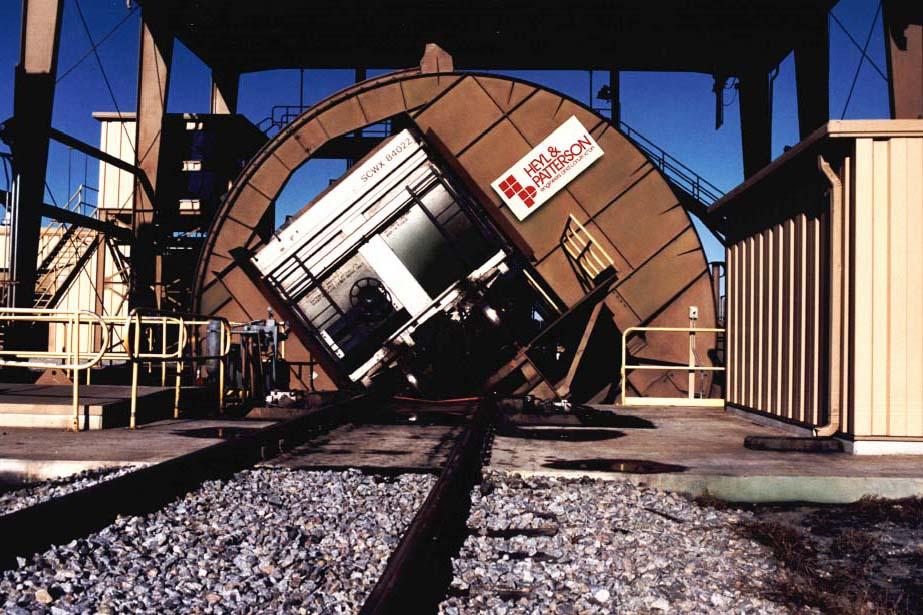
Wywrotnica wagonowa (bębnowa, boczna) w trakcie obrotu.

Wywrotnica wagonowa to urządzenie przeładunkowe powszechnie stosowane w portach, elektrowniach i na placach składowych do rozładunku materiałów sypkich z wagonów kolejowych.
Typy ze względu na konstrukcję:
- wywrotnice unoszące wagony: stała wieżowa
- unoszące i przenoszące wagony: wywrotnica mostowo-suwnicowa lub żuraw przenoszący i przechylający wagony
- współpracujące z przenośnikami (urządzenia wywrotnicowo-przenośnikowe - taśmowce)
- kołyskowa
- dźwigniowa
- bębnowa

Ze względu na sposób rozładunku:
- czołowa (przechył czołowy wagonu)
- boczna (przechył boczny wagonu)